# Geyerophyllidae
Famille
Genres de rang inférieur
- † Amygdalophylloides
- † Axolithophyllum
- † Carinthiaphyllum
- † Carniaphyllum
- † Darwasophyllum
- † Geyerophyllum
- † Jintingophyllum
- † Kionophyllum
- † Liuzhaiphylloides
- † Liuzhaiphyllum
- † Lonsdaleoides
- † Nothophyllum
- † Paracarruthersella

Les Geyerophyllidae sont, selon Fossilworks, une famille éteinte de coraux de l'ordre éteint des Stauriida et de la sous-classe éteinte des Rugosa. Ce groupe fut abondant dans les mers du Carbonifère au Permien.